# Roberto Busti
Roberto Busti (Busto Arsizio, 22 novembre 1940) è un vescovo cattolico italiano, dal 3 giugno 2016 vescovo emerito di Mantova.

## Biografia
Nasce a Busto Arsizio, in provincia di Varese ed arcidiocesi di Milano, il 22 novembre 1940.

### Formazione e ministero sacerdotale
Entrato nel seminario arcivescovile di Masnago al termine degli studi elementari, frequenta il ginnasio a Seveso e a Venegono Inferiore il liceo classico.
Il 27 giugno 1964 è ordinato presbitero, nella cattedrale di Milano, dal cardinale Giovanni Colombo.
Dopo l'ordinazione diventa coadiutore della parrocchia dei Santi Ambrogio e Simpliciano in Carate Brianza, dove assiste il prevosto Giovanni Saldarini. Da sempre impegnato nella cura del mondo giovanile, prima a livello parrocchiale poi a livello regionale, nel 1981 l'arcivescovo Carlo Maria Martini lo incarica di riorganizzare le iniziative dell'arcidiocesi riguardanti le comunicazioni sociali. È poi nominato portavoce dello stesso arcivescovo, ruolo che gli permette di mettere in evidenza le proprie attitudini verso il giornalismo e la comunicazione in generale.
Ricopre questo ruolo fino al 1991 quando assume gli incarichi di prevosto mitrato di Lecco, prefetto del venerando capitolo, parroco di San Nicolò e decano delle ventotto parrocchie che formano il decanato di Lecco.

### Ministero episcopale
Il 13 luglio 2007 papa Benedetto XVI lo nomina vescovo di Mantova; succede ad Egidio Caporello, dimessosi per raggiunti limiti di età. Il 22 settembre dello stesso anno riceve l'ordinazione episcopale, nella cattedrale di Milano, dal cardinale Dionigi Tettamanzi, co-consacranti il cardinale Attilio Nicora e il vescovo Egidio Caporello. Il 7 ottobre successivo prende possesso della diocesi.
Ricopre anche il ruolo di membro della Commissione episcopale per la cultura e le comunicazioni sociali della Conferenza Episcopale Italiana (CEI).
Il 24 novembre 2013 indice nella basilica concattedrale di Sant'Andrea il sinodo diocesano.
Il 3 giugno 2016 papa Francesco accoglie la sua rinuncia, presentata per raggiunti limiti di età; gli succede Gianmarco Busca, del clero di Brescia. Rimane amministratore apostolico della diocesi fino all'ingresso del successore, avvenuto il 2 ottobre.
Fa ritorno a Carate Brianza, dove risiedono alcuni parenti tra cui la sorella. Abita in un appartamento nell'edificio che ospitava una comunità di suore canossiane.

## Genealogia episcopale e successione apostolica
La genealogia episcopale è:
- Cardinale Scipione Rebiba
- Cardinale Giulio Antonio Santori
- Cardinale Girolamo Bernerio, O.P.
- Arcivescovo Galeazzo Sanvitale
- Cardinale Ludovico Ludovisi
- Cardinale Luigi Caetani
- Cardinale Ulderico Carpegna
- Cardinale Paluzzo Paluzzi Altieri degli Albertoni
- Papa Benedetto XIII
- Papa Benedetto XIV
- Papa Clemente XIII
- Cardinale Enrico Benedetto Stuart
- Papa Leone XII
- Cardinale Chiarissimo Falconieri Mellini
- Cardinale Camillo Di Pietro
- Cardinale Mieczysław Halka Ledóchowski
- Cardinale Jan Maurycy Paweł Puzyna de Kosielsko
- Arcivescovo Józef Bilczewski
- Arcivescovo Bolesław Twardowski
- Arcivescovo Eugeniusz Baziak
- Papa Giovanni Paolo II
- Cardinale Carlo Maria Martini, S.I.
- Cardinale Dionigi Tettamanzi
- Vescovo Roberto Busti

La successione apostolica è:
- Vescovo Claudio Cipolla (2015)

## Nella letteratura
Roberto Busti compare come personaggio nel romanzo fantapolitico di Ferruccio Parazzoli 1994 - La nudità e la spada.